# باب اومورگبه
باب اومورگبه (انگلیسی: Bob Omoregbe؛ زادهٔ ۵ نوامبر ۲۰۰۳) بازیکن فوتبال اهل ایتالیا است که در حال حاضر برای میلان فوتورو در پست هافبک و مهاجم بازی می‌کند.

## دوران باشگاهی
باب اومورگبه دوران حرفه‌ای خود را در سال ۲۰۲۱ با بورگوسزیا آغاز کرد. شش ماه بعد، او به آکادمی جوانان تیم سری آ یعنی آ.ث. میلان پیوست، که مبلغ این انتقال حدود ۱۰۰٬۰۰۰ یورو تخمین زده شد. در سال ۲۰۲۳، او به صورت قرضی به تورس فرستاده شد و در همان سال به صورت قرضی به فیورنتسولا نیز پیوست. سپس، او به صورت قرضی به سستری لوانته منتقل شد.
اومورگبه پیش از آغاز فصل ۲۵–۲۰۲۴ از دوران قرضی بازگشت و بلافاصله به باشگاه تازه‌تأسیس سری سی یعنی باشگاه فوتبال میلان فوتورو پیوست، که به‌عنوان تیم دوم آ.ث. میلان فعالیت می‌کند. پس از تعطیلات زمستانی، در تاریخ ۱۱ ژانویه ۲۰۲۵، او به تیم اصلی ارتقا یافت و نخستین دعوت‌نامهٔ خود را برای بازی با تیم آ.ث. میلان دریافت کرد. این مسابقه در چارچوب رقابت‌های سری آ برگزار شد و با تساوی ۱–۱ برابر کالیاری در خانه به پایان رسید. او در دقیقهٔ ۸۸ به جای رافائل لیائو وارد زمین شد و نخستین بازی خود را انجام داد.